# Sparianthis barroana
Sparianthis barroana är en spindelart som först beskrevs av Chamberlin 1925.  Sparianthis barroana ingår i släktet Sparianthis och familjen jättekrabbspindlar.
Artens utbredningsområde är Panama. Inga underarter finns listade i Catalogue of Life.